# No Apologies
No Apologies è il quinto album in studio del gruppo musicale hard rock statunitense Trapt, pubblicato nel 2010.

## Tracce
1. Sound Off – 3:28
2. Drama Queen – 3:39
3. End of My Rope – 4:00
4. Get Up – 3:18
5. No Apologies – 3:46
6. Stranger in the Mirror – 3:24
7. Beautiful Scar – 3:36
8. Are You with Me – 3:44
9. The Wind – 4:04
10. Overloaded – 3:50
11. Storyteller – 4:23

## Formazione
- Chris Brown - voce
- Robb Torres - chitarra
- Pete Charell - basso
- Aaron "Monty" Montgomery - batteria, percussioni